# Valserres
Valserres település Franciaországban, Hautes-Alpes megyében. Lakosainak száma 285 fő (2022. január 1.). Valserres Piégut, Venterol, Jarjayes, Remollon és Saint-Étienne-le-Laus községekkel határos.

## Népesség
A település népessége az elmúlt években az alábbi módon változott:
| Lakosok száma | 212  | 148  | 192  | 205  | 235  | 253  | 261  | 267  | 273  | 285  |
|               | 1968 | 1982 | 1999 | 2006 | 2011 | 2015 | 2017 | 2018 | 2020 | 2022 |